# زمن النمور (فلم)
زمن النمور (بالسيريلية الصربية: Време леопарда/Vreme leoparda)، (بالبرتغالية: O Tempo dos Leopardos)، هُو فيلم دراما حربية يوغوسلافي-موزمبيقي. يُعد الفيلم أول فيلم طويل تُنتجه موزمبيق.

## وصلات خارجية
- زمن النمور  في قاعدة بيانات الأفلام على الإنترنت (بالإنجليزية)